# 埼玉県道91号熊谷停車場線
埼玉県道91号熊谷停車場線（さいたまけんどう91ごう くまがやていしゃじょうせん）は、埼玉県熊谷市を通る県道（主要地方道）である。熊谷駅前通りとも呼ばれる。

## 概要

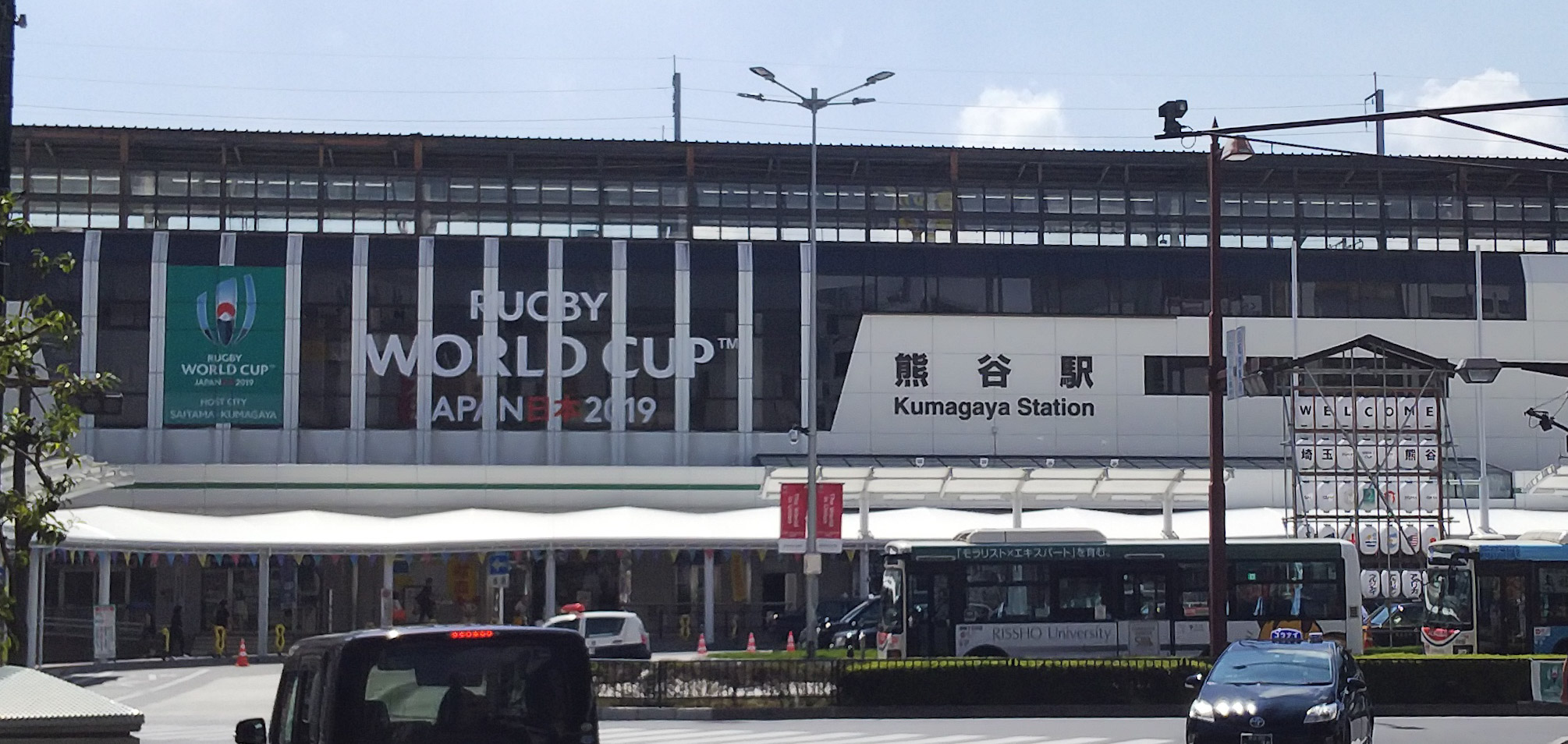
起点となる熊谷駅正面口（北口）

熊谷駅（北口ロータリー）と国道17号を結ぶ道路。旧路線番号30。距離は約260メートルである。
熊谷駅北口を発着する回送も含めたすべての路線バスは、この道路を通過して各地に向かうため、熊谷市内で最もバスが往来する道路でもある。

### 路線データ
- 熊谷停車場（熊谷市筑波三丁目）
- 熊谷市筑波二丁目（筑波交差点、国道17号・埼玉県道128号熊谷羽生線交点）

## 歴史
- 時期不明　整理番号が30として認定される。
- 1993年（平成5年）5月11日 - 建設省から、県道熊谷停車場線が熊谷停車場線として主要地方道に指定される[1]。

## 路線状況

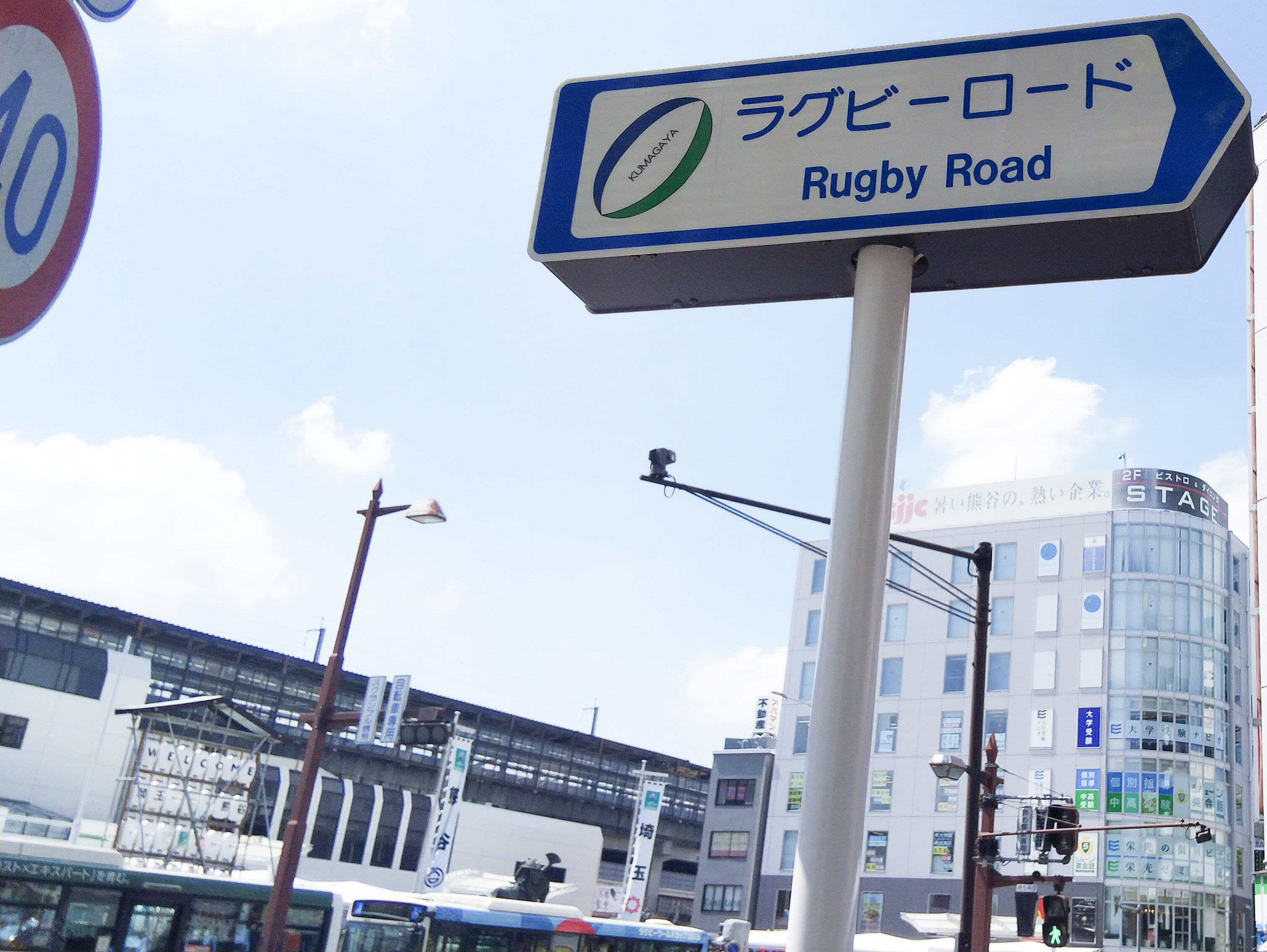
起点には愛称「ラグビーロード」を示す標識のみ設置されている

路線番号案内標識は設置されておらず、接続する国道17号・県道熊谷羽生線上の筑波交差点手前の経路案内標識の熊谷駅方面に「91」のマークが示されているだけであり、駅から各方面に向かう場合に番号・正式路線名を意識できる標識は無い。

### 通称
- ラグビーロード（全区間） ※ 2018年4月1日から[2]
ラグビーロード自体は、熊谷駅前 - 筑波交差点 - 熊谷羽生線 - 末広交差点 - 熊谷市道 - 肥塚交差点 - 県道83号熊谷館林線 - くまがやドーム入口交差点

### 交通データ
- 平成22年（2010年）度道路交通センサスによる熊谷停車場線の交通データについて、以下の通りになっている[3]。
  - 24時間自動車交通量では上下合わせて、小型車13,542台、大型車1,990台、合計15,532台。
  - 幅員構成では、道路部幅員18.00ｍ、道路幅員11.00m、車道幅員10.00m、歩道幅員は上下とも3.50m。

## 地理

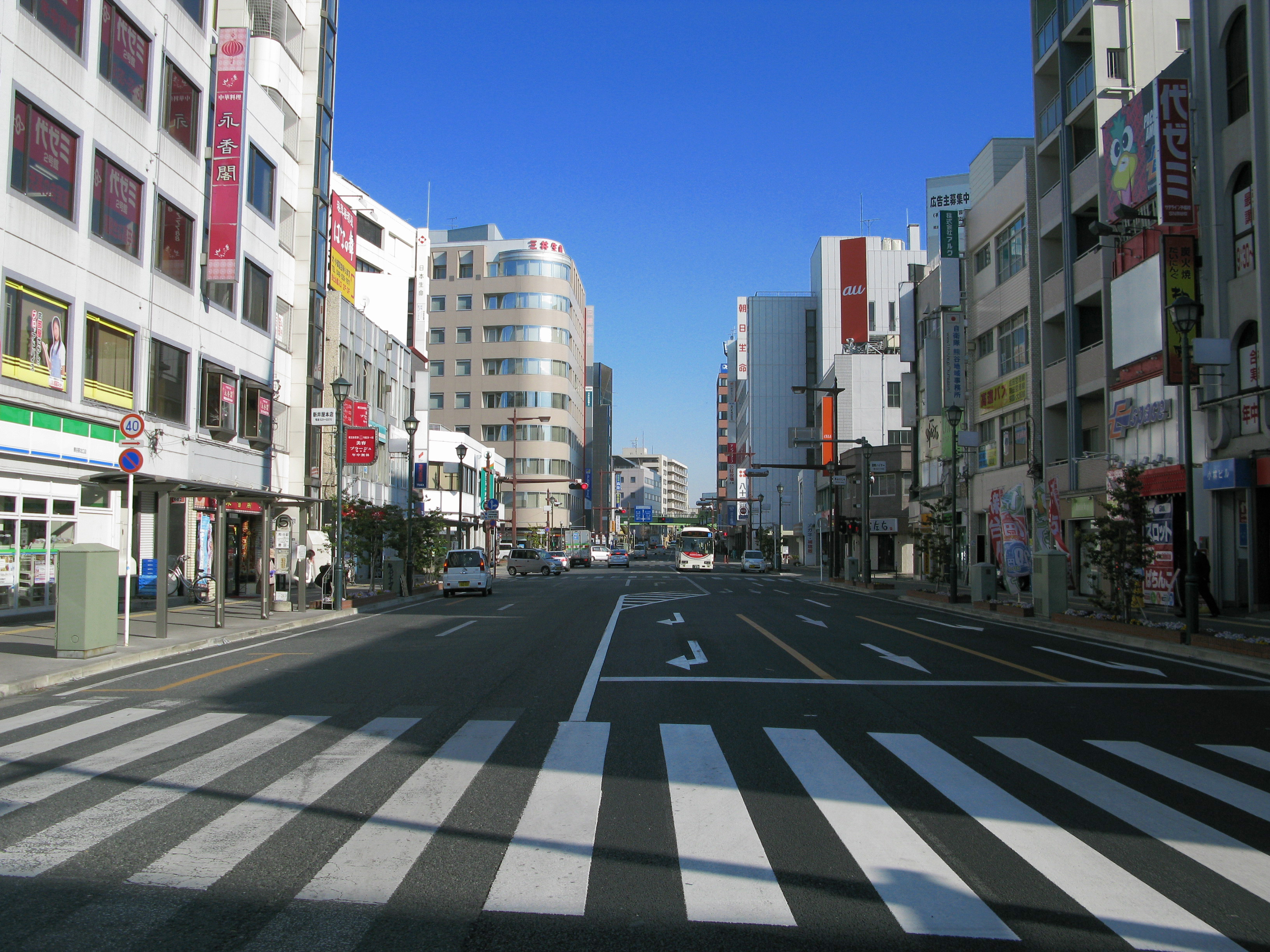
起点から終点を一望（2013年2月）※歩道橋（3つ目の信号機）が終点筑波交差点

### 通過する自治体
- 熊谷市

### 交差する道路
- 星川通り（熊谷市道）
- 国道17号・埼玉県道128号熊谷羽生線（終点）